# Kathy Zielinski
Kathy Zielinski (née le 21 mars 1961) est une animatrice de personnages américaine. Elle a été recrutée par Walt Disney Animation en 1981 après avoir terminé ses études au sein du programme d'animation de Cal Arts. Ses premiers[Quoi ?] chez Disney ont commencé en travaillant sur Le Noël de Mickey et Taram et le Chaudron magique. Après avoir travaillé sur une série d'autres projets, dont Urusla dans La Petite Sirène (1989) elle a progressé dans le rôle de superviseur d'animation, travaillant sur Frollo dans Le Bossu de Notre-Dame,.
Par la suite, elle a déménagé chez DreamWorks et a commencé à travailler sur des projets au début des années 2000. Kathy Zielinski a depuis travaillé sur des séries télévisées en tant qu'animateur de personnage avec Encore sur une série d'émissions de super-héros et, actuellement[Quand ?], avec Fox Television sur la série animée à succès Les Simpson.
Elle a remporté le California Institute of the Arts Student Academy Award en animation en 1982 et a été nommée pour la meilleure réalisation individuelle : animation aux Annie Awards de 1996. Kathy Zielinski a également joué un rôle dans l'animation de plusieurs productions primées, y compris les lauréats des Oscars et les nommés.   

## Éducation et début de carrière
Les premières inspirations de Kathy Zielinski pour son style et ses thèmes en tant qu'artiste sont venues de médias aux thèmes sombres, en se concentrant sur les dessins et les personnages des monstres et des méchants. Sa première inspiration est venue des séquences "Night on Bald Mountain" dans Fantasia. Ayant pratiqué l'art comme passe-temps, Kathy Zielinski a suivi son premier cours d'animation au lycée où elle a été encouragée à poursuivre le programme d'animation Cal Arts. Elle a commencé ses études collégiales à Cal Arts à l'automne 1979. 
Au cours de ses deux années au programme d'animation à Cal Arts, elle a remporté le Student Academy Award à l'école pour son projet de court-métrage "Devine qui est pour le dîner?" Après sa deuxième année, elle a été recrutée pour travailler chez Disney, où elle est devenue plus tard la deuxième femme de l'entreprise à superviser un projet d'animation. Elle devait initialement être la première, mais à l'époque, elle avait quitté le studio et le rôle de superviseur de l'animation de LeFou dans Belle et la Bête (1991) et ce rendez-vous révolutionnaire est plutôt allé à Ellen Woodbury.  Après son retour, Kathy Zielinski a ensuite joué le rôle de deuxième femme à superviser l'animation chez Disney avec son travail sur Frollo dans Le Bossu de Notre-Dame. Ce travail lui a valu une nomination pour la Meilleure Réalisation Individuelle : Animation aux Annie Awards 1996.

## Impact et carrière
Kathy Zielinski est responsable du retour des styles d'animation plus sombres au portefeuille de Disney. Tant dans la technique du thème que dans le style artistique, elle privilégie un style d'animation proche du genre Danse Macabre. Ce style d'animation a été introduit pour la première fois dans cette forme de média en 1922 avec le film muet expérimental Danse Macabre au Rialto Theatre de New York.  En raison de leurs similitudes techniques, les techniques utilisées dans l'animation et la réalisation de films, ainsi que dans le jeu d'acteur, sont souvent interchangeables, et une grande partie de l'influence précoce de cette génération de Danse Macabre a ressemblé au travail de Kathy.
Alors que l'industrie changeait et qu'il devenait de moins en moins courant de rester dans le même studio pendant des périodes prolongées, Kathy Zielinski a quitté Disney pour travailler pour DreamWorks en 1996.  Avec DreamWorks, elle a travaillé sur un certain nombre de films d'animation à succès jusqu'à son départ en 2013.  En 2013, elle est retournée à Disney pendant une courte période pour travailler sur le film primé aux Oscars La Reine des Neiges. Elle a ensuite commencé à travailler avec Encore sur leur série d'émissions télévisées en direct basées sur des bandes dessinées telles que The Flash, Supergirl et Legends of Tomorrow en 2015. Actuellement[Quand ?], elle travaille avec Fox sur la longue série "Les Simpsons".